# Miles Kane
 (juin 2025).
Si vous disposez d'ouvrages ou d'articles de référence ou si vous connaissez des sites web de qualité traitant du thème abordé ici, merci de compléter l'article en donnant les références utiles à sa vérifiabilité et en les liant à la section « Notes et références ».
Pour les articles homonymes, voir Kane.
Miles Kane est un chanteur, compositeur et musicien (son instrument de prédilection étant la guitare) de rock indépendant anglais. Il a fait partie des groupes The Little Flames, The Rascals et The Last Shadow Puppets avant de se lancer dans une carrière solo.
Membre du supergroupe The Last Shadow Puppets formé avec Alex Turner depuis 2007, il se joint au projet The Jaded Hearts Club en 2017.

## Parcours musical

### Jeunesse
Miles Kane est né le 17 mars 1986 à Birkenhead dans la péninsule du Wirral, dans le Merseyside (comté de Liverpool, Royaume-Uni). Très tôt attiré par la musique dans une période caractérisée par le revival Britpop (sous-genre de rock alternatif britannique, très populaire auprès des jeunes dans les années 1990), il empoigne sa première guitare à l’âge de douze ans. Il est le cousin de James Skelly, leader du groupe anglais The Coral.

### The Little Flames
En 2004, alors âgé de dix-huit ans, Miles Kane rejoint, à la guitare, le groupe d’indie rock The Little Flames, composé d’Eva Petersen au chant, Joe Edwards à la basse, Greg Mighall à la batterie et Matt Gregory à la guitare, dont les influences indie ne sont pas sans rappeler un autre groupe proche de Miles Kane, The Coral. La formation, originaire d’Hoylake en Angleterre, sort son premier album The Day is not today en 2007, avant de se séparer le 15 mai de la même année, après avoir joué en tournée avec les Arctic Monkeys, The Dead 60s, The Coral et The Zutons. Tandis qu’Eva Petersen et Mat Gregory poursuivent une carrière solo, Miles Kane, Joe Edwards et Greg Mighall se réunissent autour d'un nouveau projet, The Rascals.

### The Rascals

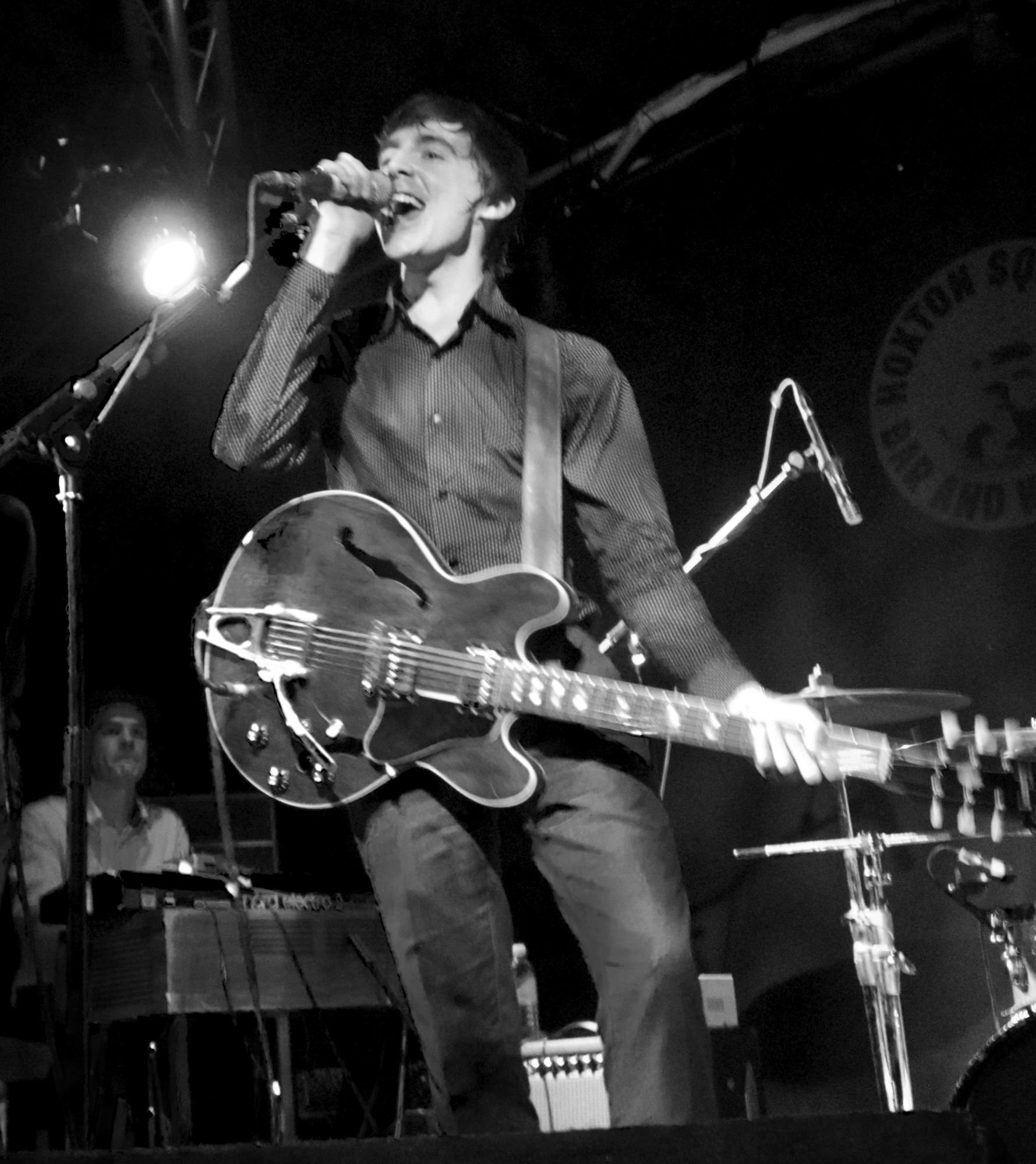
Miles Kane

Après la séparation de The Little Flames, Miles, Joe et Greg continuent de travailler ensemble avec le groupe The Rascals, formé en septembre 2006. Le nom du groupe est une référence à « you little rascals », surnom qu'ils se donnaient au temps de The Little Flames. Directement signés sur Deltasonic Records, ils jouent pour la première fois en public en première partie des Arctic Monkeys, à l’occasion de leur concert au Cardiff International Arena en juin 2007, peu de temps avant la sortie, en décembre 2007, de leur premier EP Out of Dreams. Leur premier album, Rascalize, paraît le 23 juin 2008. Le premier single, Freakbeat Phantom qui sort le 29 septembre de la même année, s'inspire du rock britannique aussi bien des années 1960 que contemporain.
Le groupe participe également à la B.O. du film Awaydays de Pat Holden, sorti en 2009, avec la reprise de All That Jazz du groupe Echo & The Bunnymen. Le 24 août 2009, Miles Kane prend la décision de quitter la formation, afin de se consacrer plus sérieusement à son projet solo. Malgré les affirmations de Joe Edwards et Greg Mighall, prétendant que le groupe est encore à la recherche d’un nouveau chanteur, le projet semble définitivement enterré.

### The Last Shadow Puppets
The Last Shadow Puppets est un side-project (groupe formé par différents artistes appartenant déjà à des groupes existants) constitué de Miles Kane et d'Alex Turner, chanteur et guitariste du groupe Arctic Monkeys. Le groupe sort son premier album en 2008, The Age of the Understatement, enregistré principalement en France en août 2007.
Trois versions du single The Age of the Understatement sortent le 7 avril 2008, comprenant également un b-side d'une reprise de David Bowie (In The Heat Of The Morning).
Leur second album intitulé Everything You've Come To Expect est annoncé en fin d'année 2015, avec une sortie prévue pour le 1er avril 2016 ainsi qu'une tournée européenne et américaine au printemps et de nombreux festivals (tels que Coachella ou Rock en Seine).

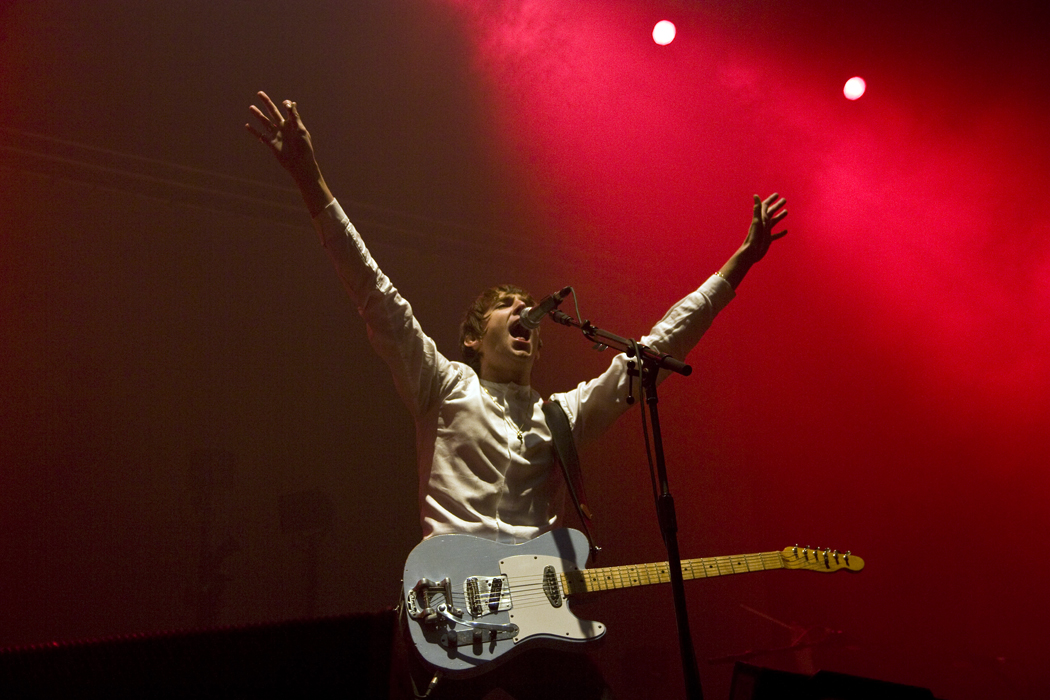
Miles Kane en concert (2012).

### Carrière solo
Sans pour autant abandonner sa collaboration avec Alex Turner, The Last Shadow Puppets, Miles Kane tente une percée en solo, sous l’aile de la compagnie Columbia. Pour la réalisation de son premier album, Colour of the Trap, Miles Kane fait appel à plusieurs de ses connaissances : les producteurs Dan Carey et Dan the Automator, Noel Gallagher et Gruff Rhys pour les chœurs, l’actrice française Clémence Poésy pour un duo (Happenstance), et enfin, son ami Alex Turner pour la chanson Telepathy.
L’album Colour of the Trap voit donc le jour le 9 mai 2011 après la parution des singles Inhaler et Come Closer. Bien que le démarrage dans les charts de ce premier album reste assez timide, il est soutenu par la presse (qui voit en Miles Kane un « grand artiste en devenir »).
Après Colour of the Trap, Miles Kane sort un EP intitulé First Of My Kind, le 21 avril 2012. Celui-ci comporte quatre titres n’excédant pas quatre minutes chacun (dans l’ordre, les morceaux sont First Of My Kind, Night Runner, Looking Out My Window, Colour Of The Trap (Acoustic Version)). Le 31 mai 2013, sort son second album Don't Forget Who You Are.

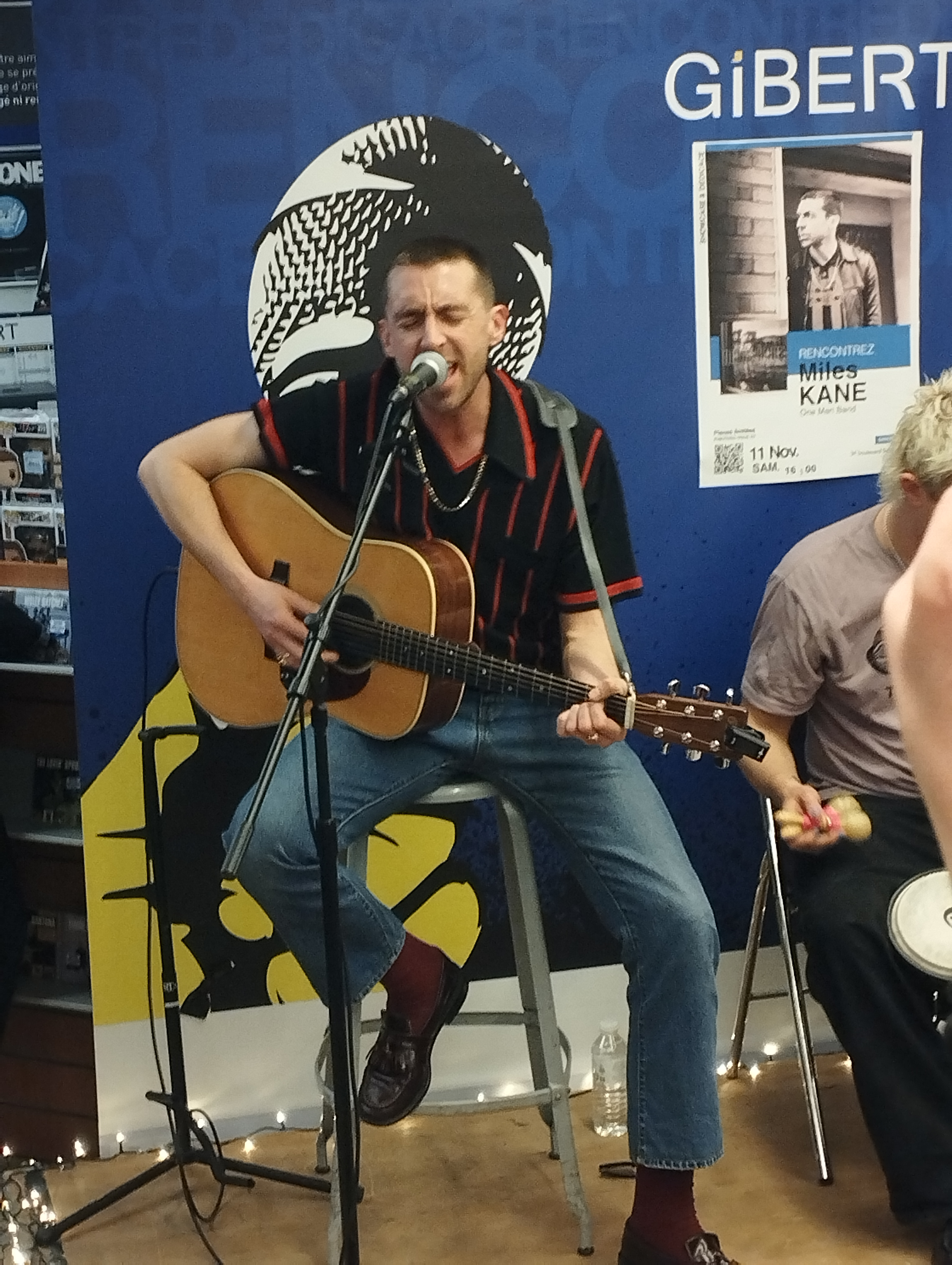
Miles Kane en showcase à Gibert Joseph en novembre 2023.

En 2018, il revient avec l’album Coup de Grace dont la sortie est prévue le 10 août. Il réunit Lana Del Rey et Jamie T sur le morceau Loaded, premier extrait de l'album. Le clip de la chanson est mis en ligne sur YouTube le 8 mai 2018. Le 24 juillet 2018, Miles Kane dévoile le clip Cry On My Guitar. Dans ce clip, le chanteur affronte le catcheur Finn Bálor.
En 2021, Miles Kane annonce son quatrième album en dévoilant le morceau Don't Let It Get You Down. Il prête également sa voix au titre Dealer, extrait de l'album Blue Banisters de Lana Del Rey. Le 21 janvier 2022, Miles Kane sort l'album Change The Show .
La même année, il révèle avoir enregistré des chansons inédites avec Lana Del Rey.

### The Jaded Hearts Club
Depuis septembre 2017, il joue (guitare et chant) dans le supergroupe The Jaded Hearts Club, qui reprend notamment des chansons des Beatles. Dans ce groupe se retrouvent également le chanteur de Muse (Matthew Bellamy) à la basse, le batteur de The Zutons (Sean Payne), le chanteur de Jet (Nic Cester), ou encore Graham Coxon de Blur.

## Divers
En novembre 2017, Miles Kane s'associe avec la marque de vêtements Fred Perry en lançant sa collection capsule,.

## Vie privée
En 2009, il était en couple avec le mannequin Agyness Deyn. De 2012 à 2013, Miles Kane a eu une relation avec Suki Waterhouse.

## Discographie

### Albums studio
- 2011 : Colour of the Trap (Columbia Records / Sony Music)
- 2013 : Don’t Forget Who You Are (Columbia Records / Sony Music)
- 2018 : Coup de grace (Virgin EMI Records)
- 2022 : Change the Show (BMG Rights Management)
- 2023 : One Man Band (Modern Sky UK)
- 2025 : Sunlight in the Shadows (Easy Eye Sound)